# 梅謝湖
52°43′47″N 13°35′42″E / 52.72972°N 13.59500°E

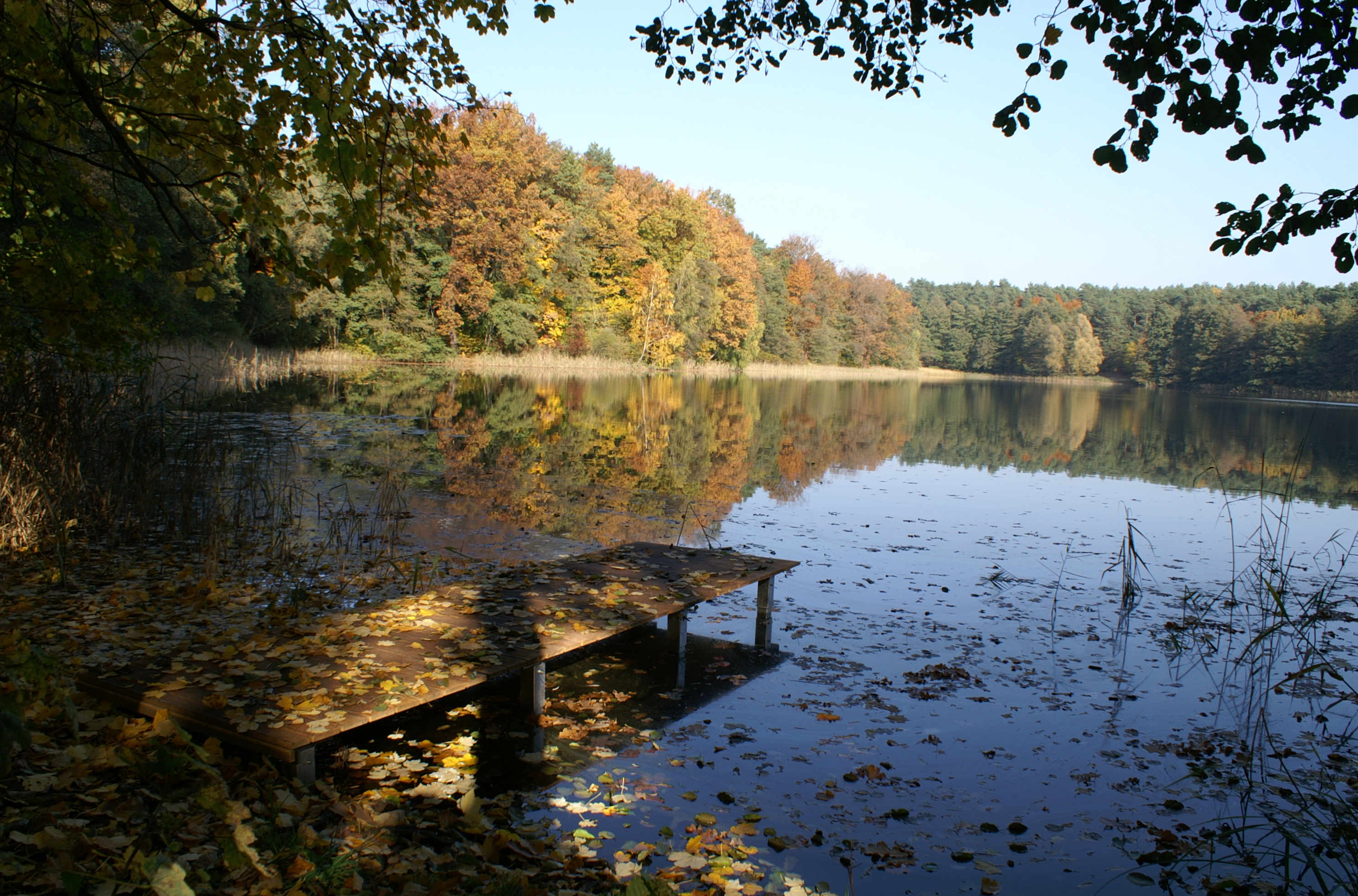

梅謝湖（德語：Mechesee），是德國的湖泊，位於該國西南部，由勃蘭登堡州負責管轄，處於巴爾尼姆縣，長0.4公里、寬0.2公里，海拔高度54米，湖岸線長度0.9公里。